# Mercurino Arborio di Gattinara

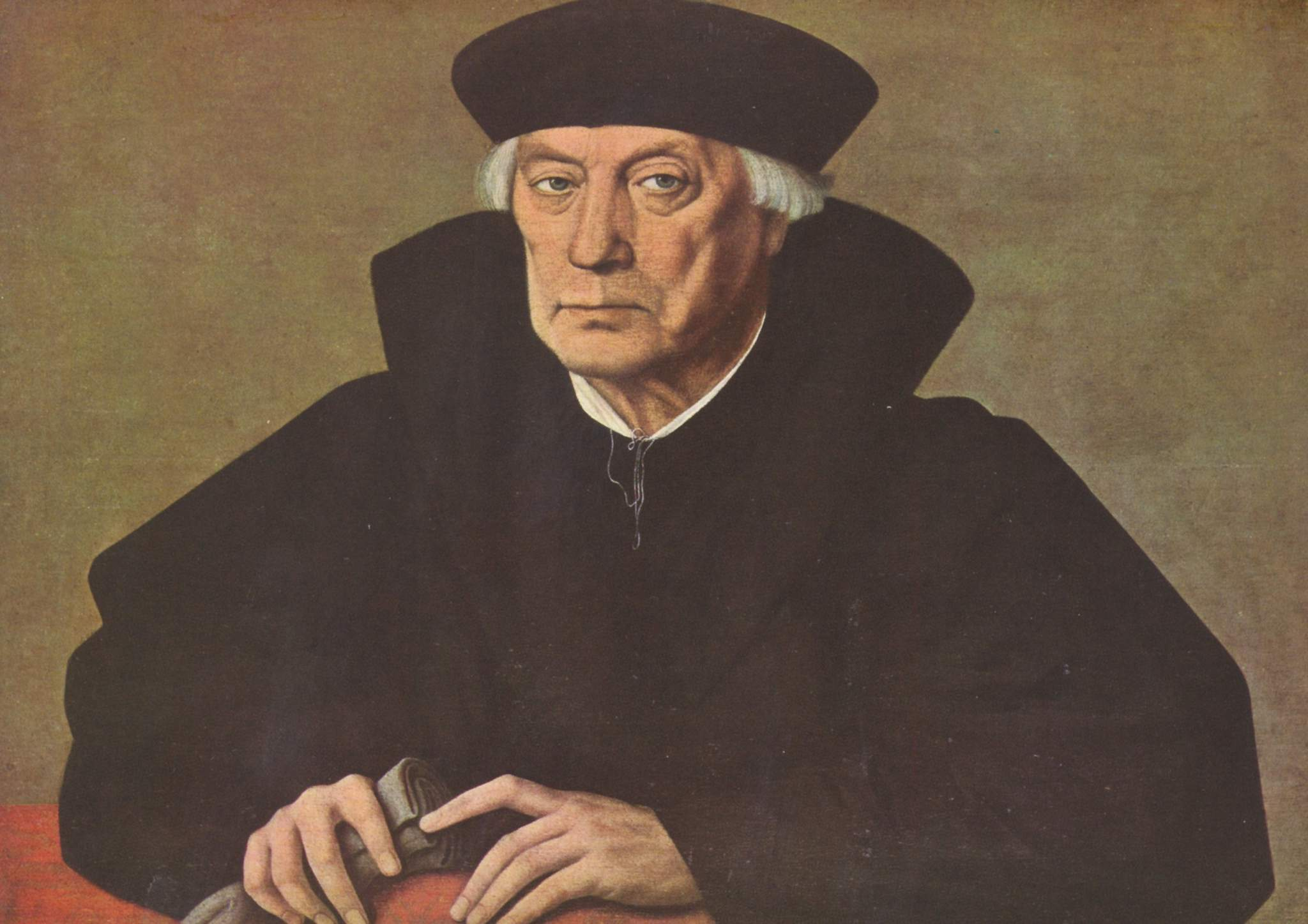
Jan Cornelisz Vermeyen: Porträt des Großkanzlers Mercurino Arborio di Gattinaria, um 1530, Königliche Museen der Schönen Künste, Brüssel

Marchese Mercurino Arborio di Gattinara (* 10. Juni 1465 wahrscheinlich auf Schloss Arborio, Gattinara bei Vercelli in Piemont; † 5. Juni 1530 in Innsbruck) war ein italienischer Jurist und Staatsmann und Großkanzler Kaiser Karls V., dessen Macht er durch Konzept und Programm des Neoghibellinismus erweiterte.

## Herkunft
Gattinara stammte aus einem verarmten kleinadeligen Geschlecht. Verheiratet war er seit 1490 mit Andreotta Avocado. Nach dem Studium der Rechtswissenschaften an der Universität Turin arbeitete er zunächst als Rechtsanwalt in Savoyen.

## Karriere
Seine politische Karriere begann er als Rechtsberater des Herzogs Philibert II. von Savoyen (1480–1504). Dessen zweite Frau war seit 1501 Margarete von Österreich (1480–1530), die einzige legitime Tochter des späteren Kaisers Maximilian I. von Habsburg und Patentante des späteren Kaisers Karl V. Gattinara wurde ihr Rechtsberater und ging mit ihr nach dem Tod ihres Mannes mit ihr in die Niederlande. Besonders kümmerte er sich um ihr Witwengut, die Grafschaft Bresse. Dort wurde er gleichzeitig Präsident des Gerichtshofs, 1508 in Dole, dem damaligen Sitz des Parlaments der Freigrafschaft Burgund. Zwischendurch stand er auch wieder in den Diensten von Margarethe, die inzwischen Statthalterin der Niederlande geworden war und Maximilian I. setzte ihn als Botschafter am spanischen und am französischen Hof ein. Unter anderem wirkte er am Vertrag von Cambrai 1508 mit.
1511 unterlag er in einem lang andauernden Streit mit dem Adel der Franche-Comté und musste seine Ämter dort aufgeben. Als Karls Berater Wilhelm Chièvres von Croy und damit sein Gegenspieler starb, stieg Gattinara zum einflussreichsten Ratgeber des Königs auf. 1518 wurde er „Großkanzler aller Länder und Königreiche“ Karls. In Spanien war Gattinara zunächst mit Verhandlungen mit den Cortes um eine Rechtsreform befasst. Gemeinsam mit seiner ehemaligen Dienstherrin Margarete leitete Gattinara den Wahlkampf um die Römisch-Deutsche Königswürde und damit um den Kaisertitel gegen den Gegenkandidaten Franz I. und verfasste mehrere Propagandaschriften. Seine Bedeutung zeigt auch die Belehnung mit den Grafschaften Valenza und Sartiarana sowie mit der Markgrafschaft Romagnano samt Valesia durch den Herzog von Mailand 1521/22. Darüber hinaus kaufte Gattinara noch die Territorien von Ozzano, Terrugia, Rivalta, Tonengo und Refrancore samt den dazu gehörigen Burgen, was ihn zu einem in Oberitalien äußerst begüterten Mann machte.
Als Anhänger der Ideen des Erasmus von Rotterdam war er Idealist, verfolgte aber realistische Strategien. Gattinara führte Karl V. von seinen dynastischen Wurzeln des Hauses Burgund und der zu jener Zeit in Spanien vorherrschenden, säkularen politischen Theorie hin zu einer christlich-humanistischen Vorstellung des Reiches. Seine Idee der „universellen Monarchie“ stand in direktem Gegensatz zu den damals aufkommenden nationalstaatlichen Theorien.

Kardinalswappen

In seiner Funktion als Kanzler drängte er Karl V. dazu, ein dynastisches Imperium mit dem Endziel einer weltweiten Herrschaft („Dominium Mundi“) zu errichten. Gattinara vertrat in seiner Politik des Neoghibellinismus einen christlichen Imperialismus auf der Basis einer geeinten Christenheit mit dem Ziel, die Protestanten, die Türken und die Ungläubigen in der Neuen Welt der römisch-katholischen Kirche zuzuführen. Seine Theorie suchte den Ausgleich zwischen den einzelnen christlichen Nationen und den Erfordernissen zum Aufbau eines Weltreichs. In zahlreichen Denkschriften unterbreitete er seine Ansichten immer wieder Karl V. und den anderen Entscheidungsträgern der Regierung.
Gattinaras Programm schien das einzige zu sein, das zur Verfügung stand, dem stark entwickelten Herrschaftsbewusstsein Karls V. zu genügen und auch das Kaisertum in dessen Sinne ideologisch zu füllen. Es war zu einem erheblichen Teil Gattinara zu verdanken, dass das spanische Weltreich unter Karl V. seine maximale Ausdehnung erreichte, wenn es auch gleichzeitig erste Zeichen beginnenden Verfalls gab. Das galt vor allem nach innen. So gelang es weder, die unterschiedlichen Teile der Herrschaft Karls V. strukturell anzugleichen, noch die für das Programm erforderlichen wirtschaftlichen Ressourcen aufzubringen. Letztendlich führte die überzogene Politik in den Staatsbankrott.
1529 wurde Gattinara zum von Papst Clemens VII. zum Kardinal kreiert und zum Kardinalpriester ernannt. Er erhielt die Titelkirche San Giovanni a Porta Latina zugewiesen. Er verfasste eine Autobiographie.
Gattinara sah dringenden Reformbedarf in der katholischen Kirche, kam allerdings nicht dazu, auf diesem Gebiet prägend aufzutreten, da er noch auf dem Weg zum Augsburger Reichstag 1530 starb. Schon im Jahr zuvor hatte Karl darauf verzichtet, weiter auf ein von Gattinara gefordertes Konzil zu drängen, um so den Papst aus der Liga von Cognac zu lösen und seine Kaiserkrönung zu fördern. Nach der Kaiserkrönung Karls V. am 24. Februar 1530, die von Gattinara propagandistisch verbreitet wurde, beschäftigte sich der 64-jährige mit der Vorbereitung des im Sommer anstehenden Reichstages. Auf dem Weg von Bologna nach Augsburg starb Mercurino Gattinara am 5. Mai 1530 in Innsbruck. Seinem Testament folgend wurde sein Leichnam in seinen Geburtsort Arborio überführt und in der von ihm gestifteten Pfarrkirche San Pietro beigesetzt.

## Schriften
- Carlo Bornate (Hrsg.): Historia vite et gestorum per dominum magnum Cancellarium Mercurino Arborio di Gattinara. In: Miscellanea di storia italiana. 3. Ser. Band 17. 1915, S. 231–585. [Autobiographie von Mercurino Arborio di Gattinara]